# Onitis aeneus
Onitis aeneus là một loài bọ cánh cứng trong họ Bọ hung (Scarabaeidae).